# Átmulatott éjszaka
Az Átmulatott éjszaka egy 2004-ben készült svéd film. Eredeti címe „Hip Hip Hora!, az angol címe „The Ketchup Effect”. A filmet Teresa Fabik írta és rendezte, akinek ez volt egyben az első filmje is.

## Cselekmény
|  | Alább a cselekmény részletei következnek! |

Sofie (Amanda Renberg) 13 éves, most kezdi a középiskolát. Kicsit megilletődve, de bátran próbál beilleszkedni két barátnőjével az új iskolai környezetbe és rögtön az első nap meg is hívják egy házibuliba. Este a bulin annyira berúg, hogy elájul a szoba közepén. Néhány iskolatársa kihasználva a helyzetet néhány igen kínos és szemérmetlen fényképet készít az ájult lányról. Másnap Sofie, mit sem tudva az esetről, az iskolában szembesül vele, hogy a fényképeket már szinte mindenki látta és hogy könnyűvérű lánynak tartják. A barátnői kezdenek eltávolodni tőle és apjával (Björn Davidsson) is kezd megromlani az eddig felhőtlen kapcsolata.

## Díjak és jelölések
- 2004 – Amanda Awards – Best Nordic Newcomer
- 2005 – Guldbagge Awards – Best Achievement